# Братство и Равенство
Бра́тство и Ра́венство — хутор в составе Минераловодского района (городского округа) Ставропольского края России.

## География
Расположен на левом берегу реки Кумы, в 119 км к юго-востоку от краевого центра и в 12 км к северо-западу от районного центра.
Территория населённого пункта вытянута с юго-запада на северо-восток вдоль русла Кумы, на севере и юге граничит с землями сельскохозяйственного назначения. Юго-восточнее хутора, на противоположном берегу реки, расположены садово-дачные участки.
В границах хутора проходит автодорога местного значения «Канглы — Братство и Равенство» (5,9 км):141.

## История
Основан в 1922 году:8. С 1924 года в административном отношении входил в состав Прикумского сельсовета Минераловодского района Терского округа Северо-Кавказского края:352. В 1925 году в хуторе числилось 22 двора, 98 жителей (49 мужчин и 49 женщин), начальная школа и 2 колодца:353. По данным Всесоюзной переписи населения 1926 года, здесь проживало 105 человек (51 мужчина и 54 женщины), подавляющую часть населения составляли малороссы:9.
В августе 1942 года территория Минераловодского района была оккупирована войсками гитлеровской Германии. 13 января 1943 года Красная армия освободила от противника хутор Братство и Равенство и ещё более пятидесяти других населённых пунктов района.
На 1 марта 1966 года хутор входил в состав Побегайловского сельсовета Минераловодского района Ставропольского края:19. С 1998 года — в составе муниципального образования Побегайловский сельсовет.
В результате наводнения в июне 2002 года, вызванного разливом реки Кумы, хутор был полностью затоплен, все жилые постройки уничтожены, а эвакуированные жители расселены в близлежащих районах. В настоящее время здесь никто не проживает.
В 2015 году Побегайловский сельсовет был упразднён, а хутор Братство и Равенство включён в Минераловодский городской округ.

## Население
| 1925 | 1926 | 1989 | 2002 | 2010 | 2014 | 2021 |
| ---- | ---- | ---- | ---- | ---- | ---- | ---- |
| 98   | ↗105 | ↘53  | ↘3   | ↘0   | →0   | →0   |

Национальный состав
Согласно итогам переписи 1926 года, в национальной структуре населения украинцы составляли 75 %, белорусы — 25 %:316.
По данным переписи 2002 года, все жители — русские.

## Инфраструктура
Хутор состоял из одной улицы, носившей название Восточная. В 2002 году на ней насчитывалось более 30 домов. У северной окраины хутора находилось небольшое кладбище.